# Daniel Wu
Daniel Wu Yan-Zu (chiń. upr. 吴彦祖; chiń. trad. 吳彥祖; pinyin Wú Yànzǔ; jyutping Ng4 Jin6 Zou2; ur. 30 września 1974 w Berkeley) – chińsko-amerykański aktor. W swojej karierze otrzymał trzy nagrody oraz dziesięć nominacji.

## Życiorys
Urodził się w Berkeley  w Kalifornii. Jego rodzice, Diana, profesor college’u, i George Wu, emerytowany inżynier, mieszkali w Szanghaju w Chinach. Jego ojciec wyemigrował do Stanów Zjednoczonych po rewolucji komunistycznej w Chinach w 1949 i spotkał swoją przyszłą żonę w Nowym Jorku, gdzie była studentką. Po ślubie osiedlili się w Kalifornii.
Wu wychowywał się w Orinda z dwiema starszymi siostrami, Gretą i Glorią. Miał także starszego brata, który zmarł, gdy miał dwa lata. Po obejrzeniu Klasztoru Shaolin z Jet Li zainteresował się sztukami walki, a jego pierwszym idolem był Bruce Lee i Jackie Chan. W wieku 11 lat rozpoczął trening wushu. Uczęszczał do Head-Royce School w Oakland. Następnie studiował na wydziale architektury na Uniwersytecie Oregonu, gdzie w 1994 założył University of Oregon Wushu Club i pracował tam jako trener. W tym czasie Wu brał także udział w zajęciach filmowych i uczęszczał do lokalnych teatrów, a także pracował dla twórców filmowych, takich jak Akira Kurosawa i Luc Besson.
W 1997 wyjechał do Hongkongu. Na sugestię swojej siostry podjął pracę jako model, a cztery miesiące później, po obejrzeniu Wu w reklamie odzieży na stacji kolejowej MTR, został dostrzeżony przez reżysera Yonfana, który obsadził go w roli Sama w melodramacie Bishonen (1998) z Shu Qi. Potem zagrał jedną z głównych ról jako David Hui w romansie City of Glass (Boli zhi cheng, 1998) i był nominowany do nagrody dla najlepszego debiutanta podczas 18. edycji wręczenia nagród Hong Kong Film Award. W ciągu dziesięciu lat zagrał w ponad 40 filmach, w tym Nowa policyjna opowieść (2004), w której występują Jackie Chan i Nicholas Tse, często współpracował z wybitnymi reżyserami, takimi jak Derek Yee. Był na okładkach „Vogue”, „Harper’s Bazaar” i „GQ”.
W 2003 wyprodukował także kilka filmów, a w 2006 wyreżyserował nawet własny scenariusz, Sei dai tinwong z Jacky Cheungiem i Nicholasem Tseem. Za rolę Joe Kwana w dramacie sensacyjnym Nowa policyjna opowieść (New Police Story, 2004) otrzymał nagrodę w kategorii najlepszy aktor drugoplanowy na Festiwalu Filmowym Złotego Konia w Tajpej na Tajwanie.

## Życie prywatne
6 kwietnia 2010 ożenił się z modelką i aktorką z Hongkongu, Lisą S.

## Filmografia

### Jako aktor

#### Filmy pełnometrażowe
| Rok  | Tytuł                   | Rola               |
| ---- | ----------------------- | ------------------ |
| 1999 | Wspaniały               | Asystent fotografa |
| 1999 | Gliny                   | Danny              |
| 1999 | Krwawy deszcz           | Todd Nguyen        |
| 2000 | Gong yuan 2000 AD       | Benny              |
| 2002 | Naga broń               | Jack Chen          |
| 2004 | Tajemnice władzy        | Georgie Hung       |
| 2004 | Pewnej nocy w Mongkoku  | Roy                |
| 2004 | Ostrze róży             | Wei Liao           |
| 2004 | Nowa policyjna opowieść | Joe Kwan           |
| 2004 | W 80 dni dookoła świata | Bak Mei            |
| 2005 | Śmiertelna gra          | Coke               |
| 2006 | Niania w akcji          | Daniel             |
| 2007 | Moon to                 | Nick               |
| 2007 | Bracia krwi             | Da Gang            |
| 2009 | Incydent                | Jie                |
| 2011 | Wielki magik            | Captial Tsai       |
| 2012 | Chiński zodiak          | Lekarz w szpitalu  |
| 2013 | Raport z Europy         | William Xu         |
| 2016 | Warcraft: Początek      | Gul’dan            |
| 2018 | Tomb Raider             | Lu Ren             |
| 2023 | Urodzony w Ameryce      | Sun Wukong         |

### Jako reżyser i scenarzysta

#### Filmy pełnometrażowe
| Rok  | Tytuł           |
| ---- | --------------- |
| 2006 | Sei dai tinwong |

### Jako producent

#### Filmy pełnometrażowe
| Rok  | Tytuł           |
| ---- | --------------- |
| 2003 | Yao ye hui lang |
| 2006 | Sei dai tinwong |
| 2009 | Ru meng         |
| 2012 | Tai Chi 0       |
| 2013 | Kong cheng ji   |